# HBO Asia
HBO Asia est la franchise (basée à Singapour) de la chaîne HBO en Asie. HBO Asia est maintenant une coentreprise (joint-venture) de géants des médias Viacom (25 %) et Time Warner (75 %).
Lancé en 1992, HBO Asia est une chaîne de télévision à péage et sans publicité. Il dispose de cinq canaux (HBO, HBO Signature Asie, HBO HITS, HBO Family Asie et Max). 